# Крістіана (округ Вернон, Вісконсин)
Крістіана (англ. Christiana) — місто (англ. town) в США, в окрузі Вернон штату Вісконсин. Населення — 993 особи (2020).

## Демографія
Згідно з переписом 2010 року, у місті мешкала 931 особа в 348 домогосподарствах у складі 274 родин. Було 383 помешкання
Расовий склад населення:
| - 99,0 % — білих - 0,3 % — чорних або афроамериканців - 0,1 % — вихідців з тихоокеанських островів |

До двох чи більше рас належало 0,3 %. Частка іспаномовних становила 1,2 % від усіх жителів.
За віковим діапазоном населення розподілялося таким чином: 26,2 % — особи молодші 18 років, 60,6 % — особи у віці 18—64 років, 13,2 % — особи у віці 65 років та старші. Медіана віку мешканця становила 42,2 року. На 100 осіб жіночої статі у місті припадало 106,4 чоловіків;  на 100 жінок у віці від 18 років та старших — 113,4 чоловіків також старших 18 років.
Середній дохід на одне домашнє господарство  становив 73 315 доларів США (медіана — 62 031), а середній дохід на одну сім'ю — 80 232 долари (медіана — 67 500). Медіана доходів становила 41 131 долар для чоловіків та 33 333 долари для жінок. За межею бідності перебувало 7,7 % осіб, у тому числі 11,9 % дітей у віці до 18 років та 4,2 % осіб у віці 65 років та старших.
Цивільне працевлаштоване населення становило 394 особи. Основні галузі зайнятості: освіта, охорона здоров'я та соціальна допомога — 19,8 %, виробництво — 17,5 %, роздрібна торгівля — 15,5 %.